# LKM Ns 1
Die Ns 1 sind schmalspurige Diesellokomotiven für Werk- und Feldbahnen. Die Lokomotiven wurden im Lokomotivbau Karl Marx Babelsberg (LKM) für Spurweiten von 485 bis 600 mm gebaut.

## Geschichte

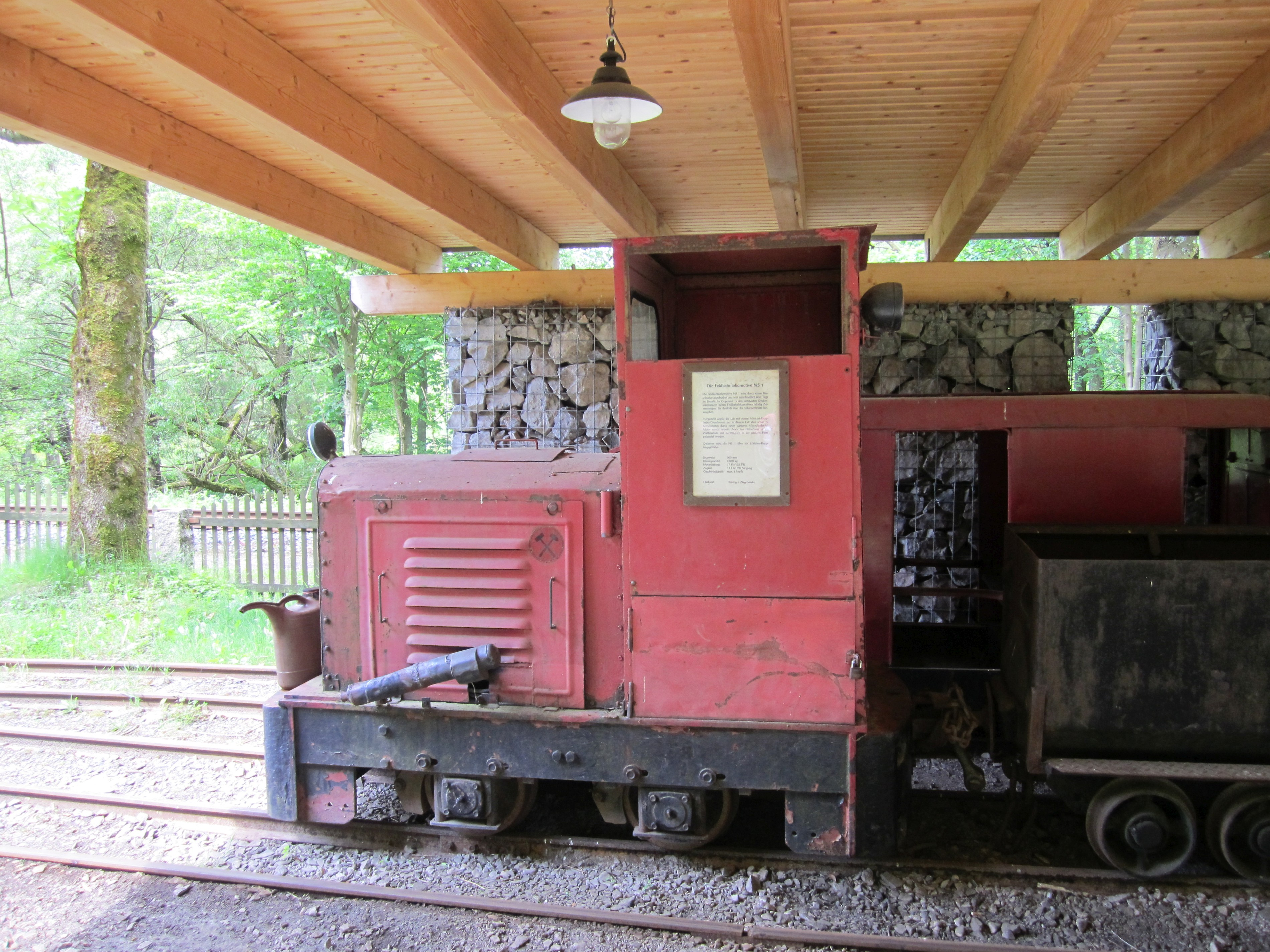
Ns 1 mit Führerhaus

Im Zuge der Aufgabenbereinigung in der Industrie übernahm LKM im Jahre 1952 die Produktion der DL 1/DE 1 von VEB Armaturen- und Apparatebau (AAB) Halle, obwohl eine eigene 15-PS-Lokomotive geplant war. Aus diesem Grund erhielten die ersten Lokomotiven die Bezeichnung Ns 0, da die Bezeichnung Ns 1 für die eigene Lokomotive freigehalten werden sollte. Die ersten Ns 1 unterschieden sich nur wenig von der DL 1. Ab der 86. Lokomotive wurde die Fahrtrichtungsänderung nicht mehr durch das Gangwahlhandrad, sondern von einem Hebel neben dem Getriebe betätigt. Ab 1956 wurden die Lokomotiven mit einer elektrischen Anlage ausgerüstet (Beleuchtung, Anlasser). Auf Wunsch war ein Führerhaus lieferbar. In den Jahren 1954 und 1955 wurde eine 15-PS-Grubenlokomotive vom Typ Nsg 1 entwickelt. Es blieb bei einem Prototyp. 1955 begann die Entwicklung der geplanten 15-PS-Lokomotive, der Ns 1 a. Sie unterschied sich völlig von der bisher gebauten Ns 1. Es wurde ein wassergekühlter Einzylinder-Viertakt-Dieselmotor vom Typ 1 NVD 18 SRW aus dem VEB Motorenwerk Cunewalde eingebaut. Aufgrund der aufwendigen Produktion blieb es bei einer Stückzahl von 21 Einheiten. Ab 1958 wurde die Ns 1 b, eine Weiterentwicklung der Ns 1 gebaut. Sie hatte eine elektrische Anlage. Die dafür nötige Batterie wurde in einem Fach vorne links im Rahmen untergebracht. Von der Ns 1 und der Ns 1 b wurden insgesamt 686 Exemplare produziert.

## Erhaltene Exemplare
Eine LKM Ns 1 b ist bei der Parkeisenbahn Cottbus erhalten. Sie wurde 1998 nach einem Motorschaden abgestellt und ab 2010 betriebsfähig hergerichtet.
Zwei weitere Lokomotiven des Typs Ns 1 b sind bei der Parkeisenbahn Wuhlheide in Berlin erhalten geblieben. Die beiden Loks Harry und Hagen sind aufgrund der zu geringen Leistung nicht vor Personenzügen anzutreffen.

## Belege
1. ↑  Rangierlok 199-6. Parkeisenbahnen Cottbus, aufgerufen am 5. November 2022.
2. ↑  Fahrzeuge. Abgerufen am 1. März 2025.